# Online Disinhibition Effect
Der Online Disinhibition Effect (deutsch ‚Online-Enthemmungseffekt‘) bezeichnet in der Psychologie einen Verlust an Selbstbeherrschung in der schriftlichen Kommunikation im Internet. Die Online-Kommunikation ist ungehemmt.

## Eigenschaften
Während manche Menschen in der schriftlichen Kommunikation im Internet zu verstärkter Empathie neigen (benigne Disinhibition), treten im Gegensatz dazu bei manchen anderen Menschen vermehrt Sarkasmus, grobe Ausdrucksweise, unverhohlene Kritik, Hasskommentare, Respektlosigkeit, Mangel an Empathie und Cyber-Mobbing auf (toxische Disinhibition). Oftmals sind diese Reaktionen unprovoziert und unberechtigt.

## Ursachen
Die Online-Disinhibition beruht auf verschiedenen Faktoren:
- Die Anonymität im Internet ermöglicht die Verwendung einer alternativen Identität, wie zum Beispiel eines Pseudonyms. Diese Form der dissoziativen Anonymität ermöglicht eine Loslösung von den Moralvorstellungen ihrer Identität im Alltag.[2] Es kann zudem im Internet zur Schaffung eines Avatars kommen, der noch weiter von der sonstigen Persönlichkeit losgelöst ist (dissoziative Imagination).[1] Ebenso wird der angeschriebene Diskussionsteilnehmer weniger als Person, sondern mehr als Avatar wahrgenommen, was die Empathie senken kann.[2]
- Die Kommunikation erfolgt asynchron.[2] Eine Antwort muss nicht umgehend erfolgen und auch die Auswirkungen von Online-Sanktionierungen können teilweise durch Abwesenheit vermieden werden.[2]
- Die physische Unsichtbarkeit der Person führt zum Fehlen der nonverbalen Kommunikation, wie Mimik, Gestik und Intonation sowie zum Fehlen einer sichtbaren Reaktion des Gegenübers.[2] Dies kann die Empathie verringern.[3] Zudem wird in der eigenen Vorstellung ein Bild und eine Stimme des Gegenübers erzeugt, die von einem selbst stammt (solipsistische Introjektion).[1]
- Die zunehmende Verwendung von Technologie und Medien im Alltag kann die Empathie verringern.[2]
- Im Internet besteht eine Minimierung von Status und Autorität, denn beide sind zunächst nicht erkennbar, woraus eine Enthemmung in der Kommunikation folgen kann.[1]

Die Persönlichkeit der Kommunizierenden hat einen Einfluss auf die Online-Kommunikation. Während extravertierte und theatralische (histrionische) Menschen tendenziell offen und emotional sind, unterliegen zwanghafte Personen tendenziell einer stärkeren Zurückhaltung. Ebenso haben der kulturelle und soziale Hintergrund, der Bildungsgrad, das Alter und das Geschlecht einen Einfluss auf die Online-Disinhibition.

## Benigne und toxische Online-Disinhibition
Benigne Online-Disinhibition beschreibt Situationen, in denen Menschen von der fehlenden Zurückhaltung im Internet profitieren. Mit Hilfe der Internet-Anonymität könnten Menschen persönliche Gefühle teilen oder sich so offenbaren, wie sie es im realen Leben nicht tun wollen. So fühlen sich junge Menschen erleichtert, wenn sie in Online-Chats unausgesprochene Geheimnisse oder persönlich peinliche Details preisgeben. Solche Selbstenthüllungen ermöglichen es Menschen, schneller und stärker eine intime zwischenmenschliche Beziehung aufzubauen, als sie dies in der realen Welt von Angesicht zu Angesicht tun würden. Die Vertrautheit mit dem verwendeten Medium (PC und Website) senkt zudem die Hemmschwelle zu Äußerungen Fremden gegenüber. Weitere positive Effekte der benignen Online-Disinhibition umfassen das Beraten von Unbekannten, Freiwilligenarbeit, das Mitteilen von Emotionen, philanthropisches Verhalten und emotionale Unterstützung. Der Online-Disinhibitionseffekt bietet auch Menschen, die nicht bereit sind, in der realen Welt zu kommunizieren, wie z. B. Menschen, die introvertiert, schüchtern, sozialphobisch und Menschen mit Stottern oder Hörschäden sind, die Möglichkeit, sich auszudrücken.
Eine andere Art der Online-Disinhibition wird als toxische Disinhibition bezeichnet, die oft feindselige Sprache, Fluchen und sogar Bedrohungen sowie verstärktes Ausleben von Ärger, Diffamierung, emotionale Erpressung, Online-Flaming, Störung der Kommunikation, Ausgeben als eine andere Person, Flutung mit Kommentaren und Sabotage enthält. Die toxische Online-Disinhibition beschreibt die negative Auswirkung des Hemmungsverlusts im Internet. Die dadurch verursachten antisozialen Verhaltensweisen treten nicht nur auf verschiedenen Online-Plattformen wie Blogs, Hassseiten und Kommentarsektionen auf, sondern existieren auch in verschiedenen Formen, die zum Beispiel Cyber-Mobbing und soziales Faulenzen beinhalten. Eine Häufung von toxischer Online-Disinhibition wurde im Gaming-Bereich beschrieben, wo diejenigen, die toxische Online-Disinhibition ausleben, als Hater (englisch für Hasser) bezeichnet werden. Die Online-Disinhibition ist eine der Ursachen für die Entstehung von Trollen im Internet.
Allerdings ist die Unterscheidung zwischen benigner und toxischer Online-Disinhibition nicht immer klar. Zum Beispiel kann ein feindseliges Wort im Online-Chat das Selbstbild des Anderen schädigen, andererseits kann es aber auch ein therapeutischer Durchbruch für den äußernden Menschen sein. In Anbetracht der verschiedenen Subkulturen von Online-Gemeinschaften können Menschen unterschiedliche Toleranz gegenüber einem bestimmten Sozialverhalten haben. Insbesondere unter Studierenden wurde eine Korrelation von Online-Disinhibition und Internetabhängigkeit beschrieben. Zudem besteht eine Korrelation zwischen der Beobachtung von Online-Disinhibition und dem späteren Ausüben von Online-Hass, weshalb eine frühzeitige Intervention empfohlen wird.